# Olga Tőrös
Olga Tőrös (Debrecen, 4 agosto 1914 – 16 febbraio 2015) è stata una ginnasta ungherese che partecipò alle Olimpiadi di Berlino nel 1936, in cui vinse con la sua squadra una medaglia di bronzo.

## Biografia
Fu selezionata per la partecipazione ai Giochi Olimpici del 1936 da una delegazione che partecipava a un trofeo nazionale che si teneva nella sua città. Dopo le olimpiadi, ricevette una laurea di scienze motorie dalla Semmelweis University e si trasferì a Kecskemét nel 1939, dove lavorò come insegnante per trentacinque anni. Ricevette il premio alla carriera da parte del comitato olimpico ungherese nel 2011.
Morì il 16 febbraio 2015 all'età di 100 anni.

## Palmares

### Olimpiadi
- 1 medaglia
  - 1 bronzo (concorso a squadre ai Giochi di Berlino 1936)